# Vineyard Haven (Massachusetts)
Vineyard Haven es un lugar designado por el censo ubicado en el condado de Dukes en el estado estadounidense de Massachusetts. En el Censo de 2010 tenía una población de 2.114 habitantes y una densidad poblacional de 520,88 personas por km².

## Geografía
Vineyard Haven se encuentra ubicado en las coordenadas 41°27′27″N 70°36′18″O / 41.45750, -70.60500. Según la Oficina del Censo de los Estados Unidos, Vineyard Haven tiene una superficie total de 4.06 km², de la cual 3.2 km² corresponden a tierra firme y (21.25%) 0.86 km² es agua.

## Demografía
Según el censo de 2010, había 2.114 personas residiendo en Vineyard Haven. La densidad de población era de 520,88 hab./km². De los 2.114 habitantes, Vineyard Haven estaba compuesto por el 86.42% blancos, el 3.69% eran afroamericanos, el 0.71% eran amerindios, el 0.43% eran asiáticos, el 0% eran isleños del Pacífico, el 4.78% eran de otras razas y el 3.97% pertenecían a dos o más razas. Del total de la población el 2.74% eran hispanos o latinos de cualquier raza.